# Jean Giraud
Jean Giraud (Nogent-sur-Marne,  8 de maio de 1938 - Paris, 10 de março de 2012) foi um artista francês de história em quadrinhos que também colaborou na produção de diversos filmes. Giraud é também conhecido pelos pseudônimos de Moebius e Gir. Ele começou a publicar suas primeiras tiras aos 18 anos, logo tornando-se um dos ilustradores mais consagrados da Europa.

## Biografia

### Início da vida
Jean Giraud nasceu em uma família humilde, em 8 de maio de 1938, na cidade francesa de Nogent-sur-Marne.
Sua primeira história publicada foi "Frank et Jeremie" para a revista Far West, em 1956, publicada antes de seus 18 anos. Ainda na década de 50, fez quadrinhos para a Sitting Bull, Fripounet et Marisette, Âmes Vaillantes e Coeurs Vaillants. Sua carreira foi interrompida pelo serviço militar que prestou na Argélia.

### Retorno e consagração
Ao retornar, se tornou aprendiz de Joseph Gillain, o "Jijé", um dos principais quadrinistas europeus da época, com quem colaborou na revista Jerry Spring. Giraud foi por ele indicado para desenhar a série de faroeste Blueberry, que seria publicada pela revista Pilote.
Em 1963, Moebius aparece pela primeira vez na revista Hara Kiri. Nela, foram publicadas 21 tiras em 1963 e 64, e então se passou quase uma década até que o pseudônimo fosse utilizado novamente. Em geral, Giraud assina como Moebius em seus trabalhos de ficção científica e fantasia, que costumam ser mais experimentais.
Em 1974, ele formou os Humanoïdes Associés junto com Jean-Pierre Dionnet, Philippe Druillet e Bernard Farkas. No mesmo ano, lançaram a revista de fantasia e ficção científica Métal Hurlant, que se tornaria muito influente. Já em seu primeiro volume, a capa era de Moebius e Philippe Druillet, e havia as primeiras histórias de Arzach e Major Grubert. A maior parte de seu trabalho na revista foi republicada depois.
Sua parceria com o escritor chileno Alejandro Jodorowsky iniciou-se em 1975. Com ele, lançou muitos trabalhos, sendo O Incal a obra de maior reconhecimento.
Nos anos 1980, produziu a graphic novel Surfista Prateado: Parábola em colaboração com Stan Lee. Recebeu a Insígnia das Artes e das Letras, distinção dada pelo presidente francês, em 1985.

## Obras
Entre os diversos trabalhos de Giraud em quadrinhos, como artista ou roteirista, destacam-se:

### Como Jean Giraud
- Blueberry (29 volumes, Tradução inglesa, 1965 -), artista (todos), escritos vol. 25 a 29.
- Jim Cutlass (7 volumes, 1979 - 1999), artisat vol. 1, escritor 2 a 7.
- XIII (volume 18, La Version irlandaise in 2007), artista.
- Marshall Blueberry (3 volumes, 2000), escritor.
- Le Cristal Majeur (3 volumes, 1986 - 1990), escritor (artista: Bati), Paris: Dargaud.

### Como Moebius
- Le Bandard fou (Tradução inglesa, 1975), texto e arte.
- Arzach (Tradução inglesa, 1976), texto e arte.
- L'Homme est-il bon? (Tradução inglesa, 1977), texto e arte.
- Le Garage Hermétique ("The Airtight Garage", Tradução inglesa, 1976-1980) texto e arte.
- Les Yeux du Chat (1978), arte.
- Tueur de monde (1979), texto e arte.
- l'Incal ("The Incal", 6 volumes, Tradução inglesa, 1981-1988), arte.
- Les Maîtres du temps ("Time Masters, 1982), arte.
- Venise céleste (1984), texto e arte.
- Le Monde d'Edena (1985-2001), texto e arte.
- Altor (7 volumes, 1986 - ), texto.
- Silver Surfer: Parable (Original em Inglês, com texto de Stan Lee, 1988-1989), arte.
- Escale sur Pharagonescia (1989), texto e arte.
- The Long Tomorrow (Original em Inglês, 1989), artist
- Les Vacances du Major (1992), texto e arte.
- Le Coeur couronné ("The Crowned Heart", Tradução inglesa, 1992), arte.
- Les Histoires de Monsieur Mouche (1994), arte.
- Griffes d'Ange (1994), arte.
- Little Nemo (1994), texto.
- Ballades (1 volume, 1995), arte.
- Après l'Incal (2000 - ), arte.
- Icare (2005), texto.
- Halo Graphic Novel (Original em Inglês, 2006), arte.
- Panzer Dragon Saga (Video Game, Sega Saturn, 1995)

### Cinema
No cinema, Giraud foi responsável pelo design, arte e/ou concepção visual dos seguintes filmes:
- "Strange Frame: Love & Sax"  (2010)
- "Arzak Rhapsody" (mini-série, 2003)
- "The Fifth Element " ("O Quinto Elemento", 1997)
- "Space Jam" ("Space Jam: O Jogo do Século", 1996)
- "The Abyss" ("O segredo do abismo", 1989)
- "Little Nemo: Adventures in Slumberland" (adaptação da série criada por Winsor McCay para o cinema, 1989)
- "Willow" (1988)
- "Masters of the Universe" (adaptação da série (He-Man) criada pela Mattel para o cinema, 1987)
- "TRON" (1982)
- "Les maîtres du temps" ("Time Master", 1982)
- "Tusk" (1980)
- "Alien" ("Alien - O Oitavo Passageiro", 1979)